# 스트립 클럽

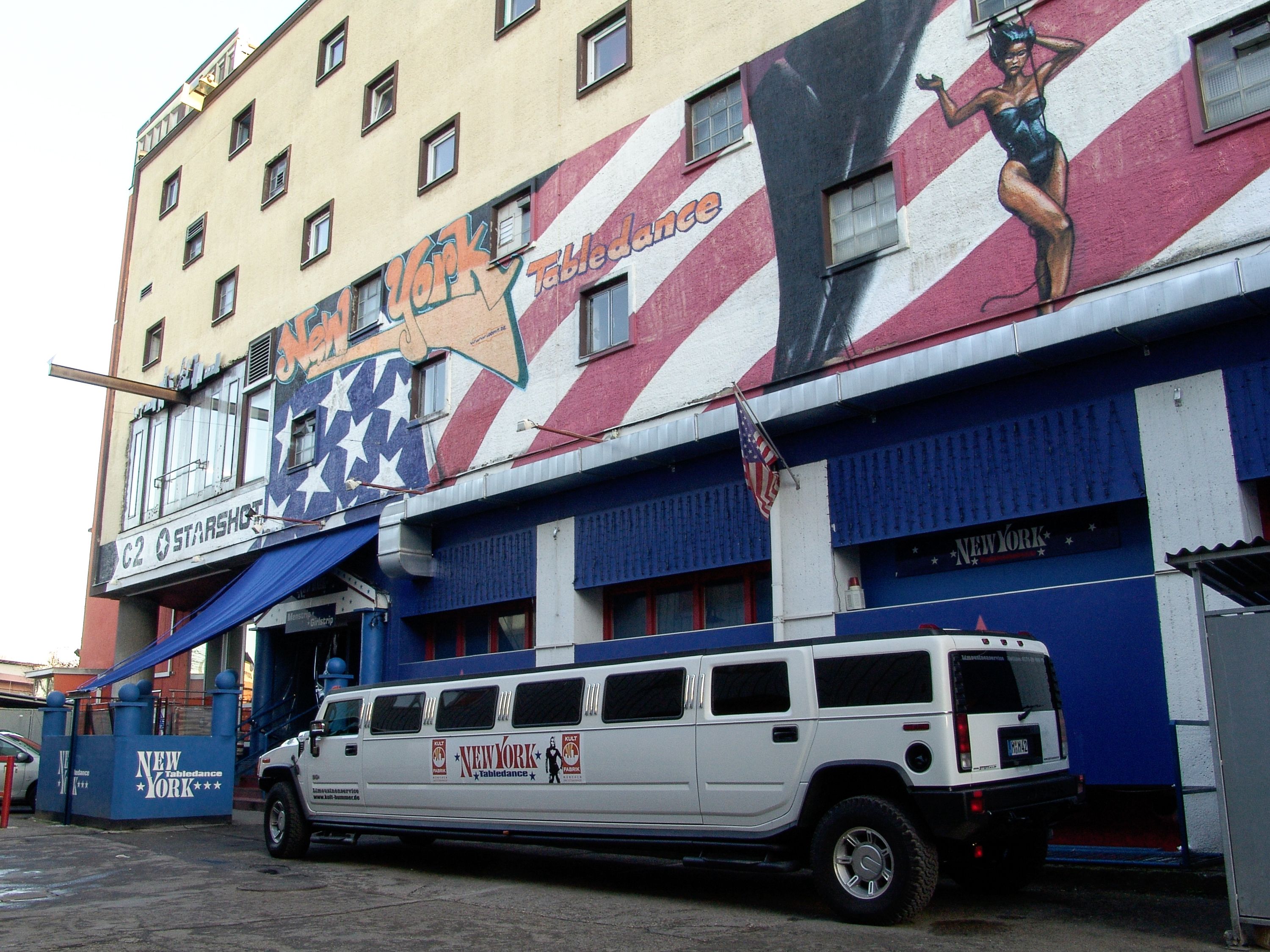
독일 뮌헨의 스트립 클럽

스트립 클럽(영어: strip club)는 주로 스트립 댄스나 다른 에로틱 댄스 형태로 성인 오락을 제공하는 장소이다. 스트립 클럽은 전형적으로 나이트클럽이나 바 스타일을 채택하고 또는 카바레 스타일을 채택할 수도 있다. 미국 스타일의 스트립 클럽은 제2차 세계 대전 이후 북미 밖에서 나타나기 시작했고 1980년대 후반 아시아와 1978년 유럽에 도착하여 현지의 영국과 프랑스 스타일의 스트립 댄스와 에로틱 퍼포먼스와 경쟁했다.

## 같이 보기
- 카바레
- 캉캉
- 고고 댄서
- 요지경
- 스트리퍼
- 스트립쇼

## 참고 문헌
- R. Danielle Egan; Katherine Frank; Merri Lisa Johnson (2005).  Egan, R. Danielle; Frank, K.; Johnson, M. L., 편집. 《Flesh for Fantasy: Producing and Consuming Exotic Dance》. New York, U.S.: Thunder's Mouth Press, Avalon Publishing Group. ISBN 978-1-56025-721-9.
- Frank, Katherine (2005). 《G-Strings and Sympathy: Strip Club Regulars and Male Desire》. Durham and London: Duke University Press. ISBN 978-0-8223-2972-5.
- Purdue, Lewis (2002). 《EroticaBiz: How Sex Shaped the Internet》. IUniverse. ISBN 978-0-595-25612-9.